# صیدآباد (فامنین)
صیدآباد روستایی در دهستان پیشخور بخش پیشخور شهرستان فامنین استان همدان ایران است.

## جمعیت
بر پایه سرشماری عمومی نفوس و مسکن در سال ۱۳۹۵ جمعیت این روستا ۶۲ نفر (۱۷خانوار) بوده‌است.